# They-sous-Vaudemont
They-sous-Vaudemont é uma comuna francesa na região administrativa de Grande Leste, no departamento de Meurthe-et-Moselle. Estende-se por uma área de 1,7 km². Em 2010 a comuna tinha 17 habitantes (densidade: 10 hab./km²).